# 大場寿子
大場 寿子（おおば ひさこ、5月25日 - ）は、女性アナウンサー。

## 人物
- 神奈川県小田原市出身。
- 2000年アナウンサーとしてラジオ福島入社、2008年9月に退社。

## 担当番組
- 土曜WAブラボー!!
- ラジオぱらぱらタウンAH!SO!SO!
- 大和田新のラヂオ長屋
- 寿子のホットTIME
- グリーンメロディ
- So!So!これがうわさの元気人
- 子育て応援団ままどおる倶楽部
- ふくしまTODAY